# Экипаж «Титаника»
Экипаж «Титаника» входил в число примерно 2240 человек, отправившихся в первый рейс судна, второго океанского лайнера класса «Олимпик» компании «Уайт Стар Лайн» из Саутгемптона, Англия, в Нью-Йорк, США. Во торой половине своего пути судно столкнулось с айсбергом и затонуло ранним утром 15 апреля 1912 года, в результате чего погибло более 1500 человек, включая около 688 членов экипажа.

### Экипаж

Распределение потерь согласно отчёту Британской торговой палаты [//upload.wikimedia.org/wikipedia/commons/6/69/Titanic_casualties.svg (нажмите для просмотра подробностей)]. Члены экипажа отмечены синим цветом.

Ниже представлен полный список известных членов экипажа, принимавших участие в первом рейсе Титаника. В этот список входят девять членов т.н. "Гарантийной группы" и восемь членов судового оркестра, которым были предоставлены места в каютах и которые рассматривались как пассажиры и члены экипажа. Они также включены в список пассажиров на борту Титаника.
Список выживших указан вместе со спасательной шлюпкой, из которой их спасло судно Карпатия 15 апреля 1912 года. Пострадавшие, чьи останки были обнаружены после катастрофы, перечислены с надстрочным индексом рядом с номером тела, указывающим на судно, поднявшее их на борт:
- MB – CS Mackay-Bennett (тела 1–306)
- M – CS Minia (тела 307–323)
- MM – CGS Montmagny (тела 326–329)
- A – SS Algerine (тело 330)
- O – RMS Oceanic (тела 331–333)
- I – SS Ilford (тело 334)
- OT – SS Ottawa (тело 335)

Номера 324 и 325 не были использованы, шесть тел из спасательных шлюпок, захороненных в море «Карпатией», также остались без номеров. Несколько найденных тел не удалось опознать, поэтому не все номера соответствуют конкретным лицам. После извлечения тела 209 опознанных и неопознанных жертв затопления были доставлены в Галифакс, Новая Шотландия. Из них 121 были доставлены на неконфессиональное кладбище Фэйрвью-Лоун, 59 были репатриированы, 19 были похоронены на римско-католическом кладбище Маунт-Оливет, а 10 — на еврейском кладбище Барона де Хирша. Тела остальных найденных жертв были либо переданы родственникам, либо захоронены в море.
Поле «место жительства» может вводить в заблуждение. У многих экипажей были дополнительные или временные адреса в Саутгемптоне, которые они указали при подписании судовой роли, а другие, возможно, переехали туда совсем недавно. В частности, численность экипажа из Мерсисайда занижена; например, главный механик Джозеф Белл и главный стюард Эндрю Латимер жили со своими семьями в районе Ливерпуля. Доктор Алан Скарт в своей книге «Титаник и Ливерпуль» называет 115 членов экипажа, тесно связанных с городом, из которых выжили только 28.

### Офицеры
| Имя                       | Возраст | Родной город                              | Поднялся на борт | Должность          | Спасательная шлюпка | Тело |
| ------------------------- | ------- | ----------------------------------------- | ---------------- | ------------------ | ------------------- | ---- |
| Смит, Эдвард Джон         | 62      | Хэнли, Сток-он-Трент, Стаффордшир, Англия | Саутгемптон      | Капитан            |                     |      |
| Уайлд, Генри Тингл        | 39      | Уолтон, Ланкашир, Англия                  | Саутгемптон      | Старший помощник   |                     |      |
| Мердок, Уильям Макмастер  | 39      | Далбитти, Кирккадбрайтшир, Шотландия      | Белфаст          | Первый помощник    |                     |      |
| Лайтоллер, Чарльз Герберт | 38      | Нетли, Хэмпшир, Англия                    | Белфаст          | Второй помощник    | B                   |      |
| Питман, Герберт Джон      | 34      | Кастлкэри, Сомерсет, Англия               | Белфаст          | Третий помощник    | 5                   |      |
| Боксхолл, Джозеф Гроувс   | 28      | Халл, Йоркшир, Англия                     | Белфаст          | Четвертый помощник | 2                   |      |
| Лоу, Гарольд Годфри       | 29      | Бармут, Мерионетшир, Уэльс                | Белфаст          | Пятый помощник     | 14                  |      |
| Муди, Джеймс Пол          | 24      | Гримсби, Линкольншир, Англия              | Белфаст          | Шестой помощник    |                     |      |

### Палубная команда
На Титанике несли службу:

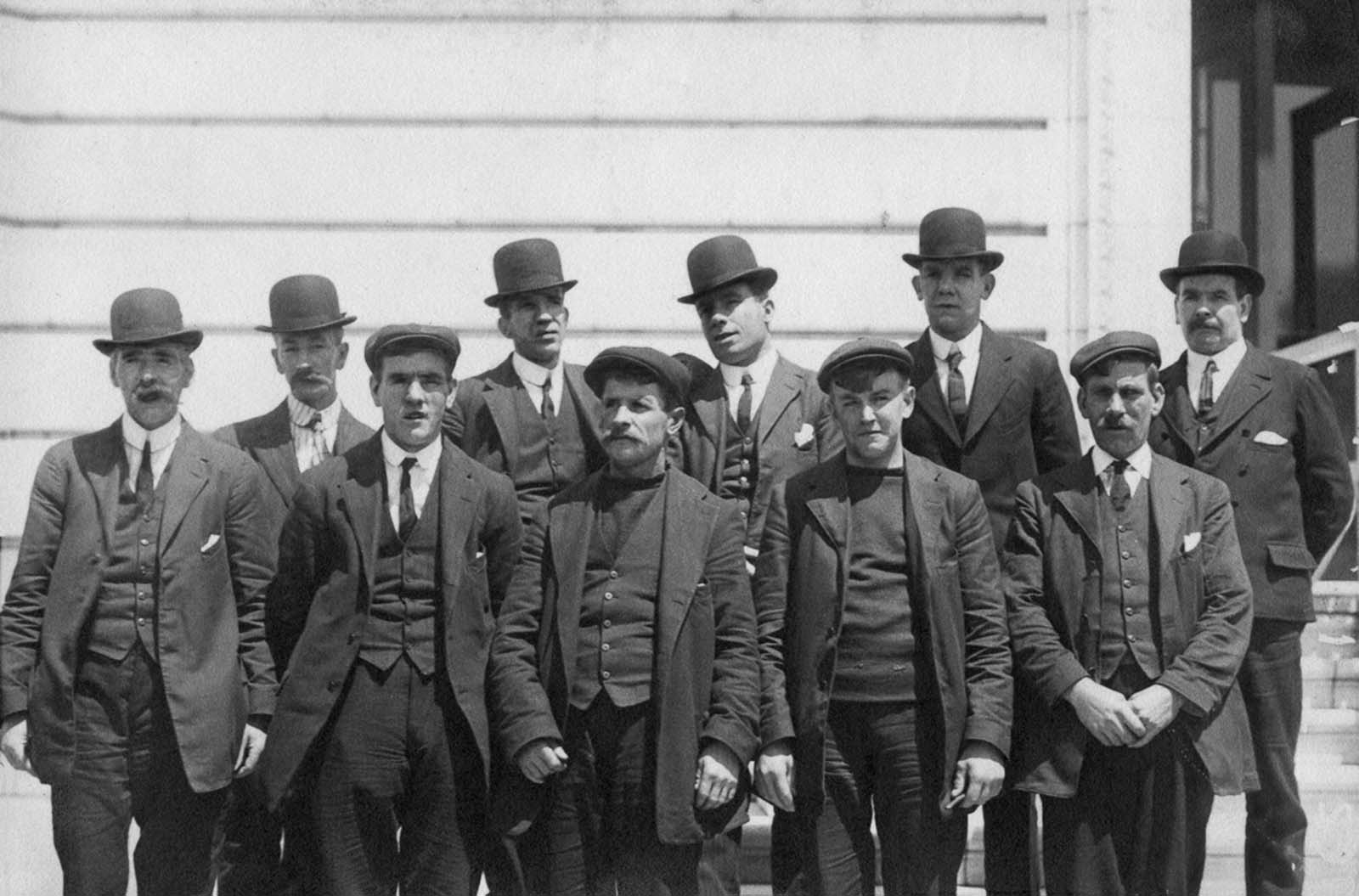
Выжившие члены экипажа «Титаника» после высадки с «Карпатии» в Нью-Йорке. Первый ряд, слева направо: Эрнест Арчер, Фредерик Флит, Уолтер Перкис, Джордж Саймонс, Фредерик Кленч. Второй ряд, слева направо: Артур Брайт, Джордж Хогг, Джордж Мур, Фрэнк Осман и Генри Этчес.

- Один способный офицер, также известный как боцман, и один боцман-помощник, имевшие старшинство над всей нелицензированной палубной командой. Это были опытные моряки, управлявшие палубными линиями, палубными кранами, лебёдками, шлюпбалками и т.д. на палубе. Выжил только боцман-помощник.
- Два врача, старший и младший, занимали должности хирурга и помощника хирурга соответственно. Они отвечали за лечение травм и болезней на борту, в том числе у пассажиров (любого класса) и членов экипажа. Они имели доступ к корабельному госпиталю и складу фармацевтических препаратов. Ни один из врачей не выжил после катастрофы.
- 29 матросов , прошедших дополнительную подготовку. Они выполняли повседневные работы на судне. Кроме того, их обучали управлять шлюпбалками спасательных шлюпок и управлять самими спасательными шлюпками. Каждый матрос был назначен в спасательную шлюпку и брал на себя командование этой шлюпкой, в случае отсутствия офицера. Около восьми из этих мужчин погибли, когда спустились под палубу, чтобы открыть трап палубы E — больше их никто не видел. Поскольку почти все оставшиеся матросы ушли на первых спущенных на воду спасательных шлюпках, на спущенных на воду спасательных шлюпках впоследствии не хватало обученных моряков. В результате нескольким кочегарам и даже стюардам по снабжению продовольствием (некоторые из которых не имели опыта работы со спасательными шлюпками) было приказано управлять спуском и греблей шлюпок. В одном случае пассажир с опытом управления яхтой (Артур Годфри Пойчен) был назначен помощником командира спасательной шлюпки. Девятнадцать из матросов пережили затопление.
- Два оружейных хранителя, которые вместе со старшим помощником имели доступ к единственному на борту огнестрельному оружию. Один выжил, другой пропал.
- Семь рулевых (все выжили); высококвалифицированные моряки, которые работали на мостике и вокруг него, управляя судном, сигнальными флагами. Несли вахту на мостике, помогая вахтенному офицеру в общей навигации.
- Двое мойщиков окон. Один выжил, один пропал.
- Двое плотников/столяров, следивших за пресной водой и занимавшихся ремонтом и обслуживанием деревянных элементов корабля (ни один из них не выжил после затопления).
- Один монтёр ламп. Его обязанностями, по его словам, было «смешивать краску и всё такое прочее для корабля, следить за всеми палубами, монтировать все лампы и приводить их в порядок. Вот, пожалуй, и всё. Включать лампы на ночь и выключать на рассвете». Он пережил затопление.
- Шесть впередсмотрящих (все выжили), работавших по двое в смену в «вороньем гнезде»; смены длились всего два часа из-за чрезвычайно холодных ветров, которым впередсмотрящие подвергались в открытом «вороньем гнезде». Вопреки мифам, впередсмотрящим никогда не полагалось иметь бинокли. Они должны были лишь увидеть объект, а не опознавать его. Бинокль ещё больше сузил бы зону обзора и совершенно не помог бы, поскольку айсберг был практически невидим для человеческого глаза при температуре воздуха −2 °C и встречном ветре 32 км/ч.

| Имя                                    | Возраст | Родной город                  | Поднялся на борт | Должность         | Спасательная шлюпка | Тело  |
| -------------------------------------- | ------- | ----------------------------- | ---------------- | ----------------- | ------------------- | ----- |
| Андерсон, Джон                         | 42      | Саутгемптон, Хэмпшир, Англия  | Саутгемптон      | Опытный моряк     | 3                   |       |
| Арчер, Эрнест Эдвард                   | 36      | Саутгемптон, Хэмпшир, Англия  | Саутгемптон      | Опытный моряк     | 3                   |       |
| Бейли, Генри Джозеф                    | 46      | Саутгемптон, Хэмпшир, Англия  | Саутгемптон      | Хранитель оружия  | 16                  |       |
| Брэдли, Томас Генри                    | 28      | Саутгемптон, Хэмпшир, Англия  | Саутгемптон      | Опытный моряк     |                     |       |
| Брайс, Уолтер Томас                    | 42      | Саутгемптон, Хэмпшир, Англия  | Саутгемптон      | Опытный моряк     | 11                  |       |
| Брайт, Артур Джон                      | 42      | Вулстон, Хэмпшир, Англия      | Саутгемптон      | Рулевой           | D                   |       |
| Булей, Эдвард Джон                     | 26      | Саутгемптон, Хэмпшир, Англия  | Саутгемптон      | Опытный моряк     | 10                  |       |
| Кленч, Фредерик Чарльз                 | 33      | Саутгемптон, Хэмпшир, Англия  | Саутгемптон      | Опытный моряк     | 12                  |       |
| Кленч, Джордж Джеймс                   | 31      | Саутгемптон, Хэмпшир, Англия  | Саутгемптон      | Опытный моряк     |                     |       |
| Коуч, Франк                            | 28      | Порт-Айзек, Корнуолл          | Саутгемптон      | Опытный моряк     |                     | 253MB |
| Дэвис, Стефан Джеймс                   | 39      | Лэндпорт, Хэмпшир, Англия     | Саутгемптон      | Опытный моряк     |                     |       |
| Эванс, Альфред Франк                   | 25      | Саутгемптон, Хэмпшир, Англия  | Саутгемптон      | Впередсмотрящий   | 15                  |       |
| Эванс, Франк Оливер                    | 25      | Саутгемптон, Хэмпшир, Англия  | Саутгемптон      | Опытный моряк     | 10                  |       |
| Флит, Фредерик                         | 25      | Саутгемптон, Хэмпшир, Англия  | Белфаст          | Впередсмотрящий   | 6                   |       |
| Фоули, Джон                            | 46      | Саутгемптон, Хэмпшир, Англия  | Белфаст          | Кладовщик         | 4                   |       |
| Форвард, Джеймс                        | 27      | Саутгемптон, Хэмпшир, Англия  | Саутгемптон      | Опытный моряк     | 16                  |       |
| Хейнс, Альберт М.                      | 31      | Саутгемптон, Хэмпшир, Англия  | Белфаст          | Боцман            | 9                   |       |
| Хардер, Уильям                         | 39      | Саутгемптон, Хэмпшир, Англия  | Саутгемптон      | Мойщик окон       | 14                  |       |
| Хемминг, Сэмюэл Эрнест                 | 43      | Саутгемптон, Хэмпшир, Англия  | Белфаст          | Монтер ламп       | 4                   |       |
| Хиченс, Роберт                         | 29      | Саутгемптон, Хэмпшир, Англия  | Саутгемптон      | Рулевой           | 6                   |       |
| Хогг, Джордж Альфред                   | 29      | Саутгемптон, Хэмпшир, Англия  | Белфаст          | Впередсмотрящий   | 7                   |       |
| Холман, Гарри                          | 27      | Саутгемптон, Хэмпшир, Англия  | Белфаст          | Опытный моряк     |                     |       |
| Хопкинс, Роберт Джон                   | 40      | Саутгемптон, Хэмпшир, Англия  | Саутгемптон      | Опытный моряк     | 13                  |       |
| Хорсвилл, Альберт Эдвард Джеймс        | 33      | Саутгемптон, Хэмпшир, Англия  | Саутгемптон      | Опытный моряк     | 1                   |       |
| Хамфрис, Сидни Джеймс                  | 52      | Саутгемптон, Хэмпшир, Англия  | Саутгемптон      | Рулевой           | 11                  |       |
| Хатчинсон, Джон Холл                   | 28      | Саутгемптон, Хэмпшир, Англия  | Белфаст          | Плотник/столяр    |                     | 170MB |
| Джуэлл, Арчи                           | 23      | Саутгемптон, Хэмпшир, Англия  | Белфаст          | Впередсмотрящий   | 7                   |       |
| Джонс, Томас Уильям                    | 34      | Ливерпуль, Ланкашир, Англия   | Саутгемптон      | Опытный моряк     | 8                   |       |
| Кинг, Томас Уолтер                     | 42      | Портсмут, Хэмпшир, Англия     | Саутгемптон      | Хранитель оружия  |                     |       |
| Ли, Реджинальд Робинсон                | 41      | Саутгемптон, Хэмпшир, Англия  | Саутгемптон      | Впередсмотрящий   | 13                  |       |
| Лукас, Уильям Артур                    | 25      | Саутгемптон, Хэмпшир, Англия  | Саутгемптон      | Опытный моряк     | D                   |       |
| Лайонс, Уильям Генри                   | 25      | Саутгемптон, Хэмпшир, Англия  | Саутгемптон      | Опытный моряк     | 4                   |       |
| Матерсон, Дэвид                        | 33      | Саутгемптон, Хэмпшир, Англия  | Саутгемптон      | Опытный моряк     |                     | 192MB |
| Матаис, Монтегю Винсент                | 29      | Саутгемптон, Хэмпшир, Англия  | Саутгемптон      | Стюард            |                     |       |
| Максвелл, Джон                         | 29      | Саутгемптон, Хэмпшир, Англия  | Белфаст          | Плотник/столяр    |                     |       |
| Маккарти, Уильям                       | 48      | Корк, графство Корк, Ирландия | Саутгемптон      | Опытный моряк     | 4                   |       |
| Макгоф, Джеймс Фрэнсис                 | 36      | Саутгемптон, Хэмпшир, Англия  | Саутгемптон      | Опытный моряк     | 9                   |       |
| Мур, Джордж Альфред                    | 32      | Саутгемптон, Хэмпшир, Англия  | Саутгемптон      | Опытный моряк     | 3                   |       |
| Николс, Альберт Уильям Стэнли          | 47      | Ширли, Хэмпшир, Англия        | Белфаст          | Боцман            |                     |       |
| О'Локлин, доктор Уильям Фрэнсис Норман | 62      | Саутгемптон, Хэмпшир, Англия  | Белфаст          | Хирург            |                     |       |
| Оливер, Альфред Джон                   | 27      | Саутгемптон, Хэмпшир, Англия  | Белфаст          | Рулевой           | 5                   |       |
| Осман, Франк                           | 27      | Итчен, Хэмпшир, Англия        | Саутгемптон      | Опытный моряк     | 2                   |       |
| Паско, Чарльз Генри                    | 45      | Саутгемптон, Хэмпшир, Англия  | Саутгемптон      | Опытный моряк     | 8                   |       |
| Перкис, Уолтер Джон                    | 37      | Саутгемптон, Хэмпшир, Англия  | Белфаст          | Рулевой           | 4                   |       |
| Питерс, Уильям Чепмен                  | 26      | Вулстон, Хэмпшир, Англия      | Саутгемптон      | Опытный моряк     | 9                   |       |
| Пуандестр, Джон Томас                  | 27      | Саутгемптон, Хэмпшир, Англия  | Саутгемптон      | Опытный моряк     | 12                  |       |
| Роу, Джордж Томас                      | 32      | Госпорт, Хэмпшир, Англия      | Белфаст          | Рулевой           | C                   |       |
| Сойер, Роберт Джеймс                   | 31      | Саутгемптон, Хэмпшир, Англия  | Саутгемптон      | Мойщик окон       |                     |       |
| Скарротт, Джозеф Джордж                | 33      | Саутгемптон, Хэмпшир, Англия  | Саутгемптон      | Опытный моряк     | 14                  |       |
| Симпсон, доктор Джон Эдвард            | 37      | Саутгемптон, Хэмпшир, Англия  | Саутгемптон      | Ассистент хирурга |                     |       |
| Смит, Уильям                           | 26      | Саутгемптон, Хэмпшир, Англия  | Саутгемптон      | Опытный моряк     |                     |       |
| Саймонс, Джордж Томас Макдональд       | 24      | Саутгемптон, Хэмпшир, Англия  | Саутгемптон      | Впередсмотрящий   | 1                   |       |
| Тамлин, Фредерик                       | 23      | Саутгемптон, Хэмпшир, Англия  | Саутгемптон      | Стюард            |                     | 123MB |
| Тэйлор, Чарли Уильям Фредерик          | 35      | Саутгемптон, Хэмпшир, Англия  | Саутгемптон      | Опытный моряк     |                     |       |
| Террелл, Бертрам                       | 20      | Саутгемптон, Хэмпшир, Англия  | Саутгемптон      | Опытный моряк     |                     |       |
| Виготт, Филип Фрэнсис                  | 32      | Саутгемптон, Хэмпшир, Англия  | Саутгемптон      | Опытный моряк     | 13                  |       |
| Веллер, Уильям Клиффорд                | 30      | Саутгемптон, Хэмпшир, Англия  | Белфаст          | Опытный моряк     | 7                   |       |
| Уинн, Уолтер                           | 41      | Ширли, Хэмпшир, Англия        | Белфаст          | Рулевой           | 9                   |       |